# سیارک ۲۵۴۲۴
سیارک ۲۵۴۲۴ (به انگلیسی: 25424 Gunasekaran، نامگذاری:1999VQ158) بیست و پنج هزار و چهارصد و بیست و چهارمین سیارک کشف شده‌است که در ۱۴ نوامبر ۱۹۹۹ کشف شد.
قدر مطلق سیارک برابر ۱۰.۲ است.